# Blue Bell (film)
Blue Bell (Breaking All the Rules) è un film del 1985, diretto da James Orr, con Vlasta Vrana. 

## Trama
Jack, uno studente delle scuole superiori, ha un lavoretto nel Luna Park locale, nel quale si sofferma dopo la chiusura giornaliera. Prima di tornare a casa, all'alba, osserva la teca contenente una grossa pietra preziosa, primio premio di una lotteria che si svolgerà alla riapertura, il giorno stesso. Ma nello stesso tempo, non vista da Jack, una banda di tre giovani, due ragazzi ed una ragazza, si impossessano della pietra, e, all'arrivo della polizia allertata dall'antifurto, la nascondono all'interno di uno degli animali di pélouche, un topo, che usano venir distribuiti come premi di una delle attrazioni del parco divertimenti.
Jack, in compagnia dell'amico David, si presenta di nuovo all'apertura del luna park, senza andare a dormire, deciso com'è a godersi fino in fondo l'ultimo giorno delle vacanze estive. La sua idea è quella di rimorchiare due ragazze. La stessa idea è balenata a due studentesse. Così i quattro in effetti fanno conoscenza nel luna park, e, dopo opportuni aggiustamenti, si formano le coppie: lo sbruffone Jack si accompagna alla sedicente trasgressiva Debbie, e il timido David alla più pacata Angie. Debbie vince, in un padiglione di tiro a segno, il topo di pélouche contenente la pietra.
Se non che la banda di rapinatori si impossessa ad uno ad uno di tutti i topi di pélouche in circolazione, fino a giungere a quello di Debbie. Ma i quattro ragazzi, a conoscenza del furto, riescono a non consegnare la pietra, e chiamano la polizia. La pietra passa poi in mano ai rapinatori, mentre gli agenti fermano Jack, sospettato del furto poiché le sue impronte digitali sono sulla teca effranta. Occorre a David e alle due ragazze del tempo, che Jack fa passare raccontando agli inquirenti le più inverosimili storie, prima di recuperare la pietra e i ladri, che vengono infine arrestati. Mentre si stanno allontanando sull'auto della polizia, un altoparlante annuncia il numero del biglietto vincente, che si aggiudica la pietra preziosa, e che risulta essere in possesso di uno dei ladri.